# Jonas Eld
Jonas Eld, född 1559 i Varvs församling, Östergötland, död 15 december okänt år i Västra Ny församling, Östergötland, var en svensk präst. Han var bror till kyrkoherden Johannes Eld.

## Biografi
Jonas Eld föddes 1559 i Varvs socken. Han var son till kyrkoherden Haquinus Laurentii Eld. Eld prästvigdes 1584 och blev 1587 kyrkoherde i Västra Ny församling, Västra Ny pastorat. År 1593 skrev han under Uppsala mötes beslut. Han sade upp sig från tjänsten 1606 och bosatte sig på Ingesby i Västra Ny socken. Eld avled 15 december okänt år i Västra Ny socken och begravdes i Hovs kyrka.
Jonas Eld var bror till kyrkoherden Johannes Eld i Skeppsås socken.

### Familj
Eld var gift med en till namnet okänd kvinna. De fick tillsammans dottern Anna som gifte sig med kyrkoherden Hermannus Hermanni Schilling i Borgs socken.